# 厚仓站
厚倉站（韓語：후창역）是朝鮮民主主義人民共和國羅先特別市羅津區域厚倉里的一個鐵路車站，属于平罗线。

## 邻近车站
平羅線
方津站 - 厚倉站 - 明湖站